# Uzunköprüspor
Uzunköprüspor ist ein türkischer Sportverein aus Uzunköprü, einer Stadt, welcher der Provinz Edirne angehört. Als bekannteste Abteilung gilt die Fußballsparte des Vereins, nebenher unterhält Uzunköprüspor noch eine Abteilung im Basketball. 

## Geschichte
Die Fußballsparte des Klubs spielte in den 1980er und 1990er Jahren insgesamt elf Spielzeiten in der dritthöchsten professionellen Spielklasse, in der heutigen TFF 2. Lig. In der Drittligasaison 1987/88 erreichte der Verein die Meisterschaft und stieg damit das erste Mal in seiner Vereinsgeschichte in die zweithöchste türkische Spielklasse, in die heutige TFF 1. Lig, auf. Dort konnte der Klassenerhalt jedoch nicht erreicht werden und der Verein musste wieder absteigen. 
Nachdem Uzunköprüspor noch sieben Jahre in der 3. Lig tätig war, verabschiedete man sich im Sommer 1996 mit dem Abstieg aus der 3. Lig vom professionellen Fußball und spielt seither in den unteren türkischen Amateurligen.

### Die Basketballmannschaft
Neben der Fußballsparte hatte auch die Basketballsparte des Vereins in der regionalen Liga einige Erfolge zu vermelden.